# Рибець
Рибець, або сирть (Vimba) — рід риб родини ялецевих (Leuciscidae). Довжина 25-30 см, іноді до 50 см, вага 300—800 г, іноді до 3 кг.
Рід містить чотири види. Типовий вид — Рибець звичайний (V. vimba), поширений у басейнах Північного і Балтійського морів. У басейнах Чорного й Азовського морів живуть підвиди: Рибець азово-чорноморський (V. vimba carinata), Рибець малий (V. vimba tenella), Рибець дніпровський (V. vimba vimba infranatio borysthenica Velykochatjko), Рибець-лобач (V. vimba vimba natio bergi Velykochatjko) — прохідні чи напівпрохідні види, що для розмноження заходять у річки; ікру відкладають у квітні-липні. Живляться донними безхребетними. Подекуди мають важливе промислове значення.

## Список видів
- Vimba elongata  (Valenciennes, 1844)
- Vimba melanops  (Heckel, 1837)
- Vimba mirabilis  (Ladiges, 1960)
- Vimba vimba  (Linnaeus, 1758) — Рибець звичайний